# Bugarija

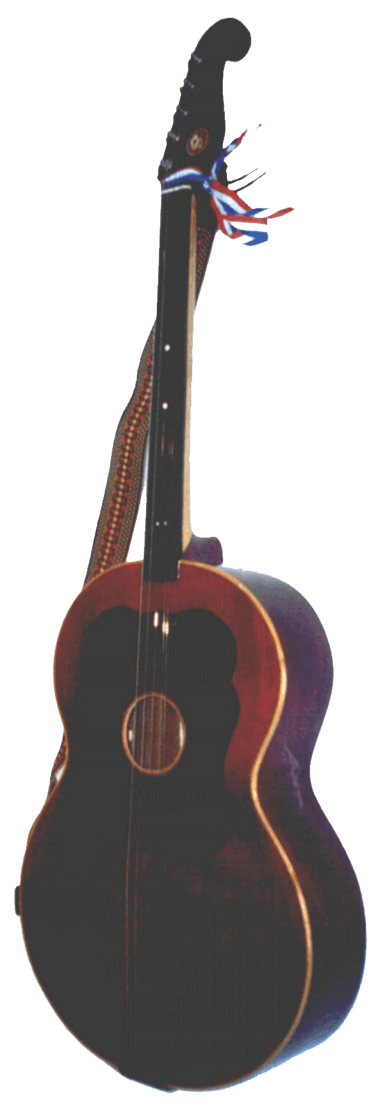
Bugarija

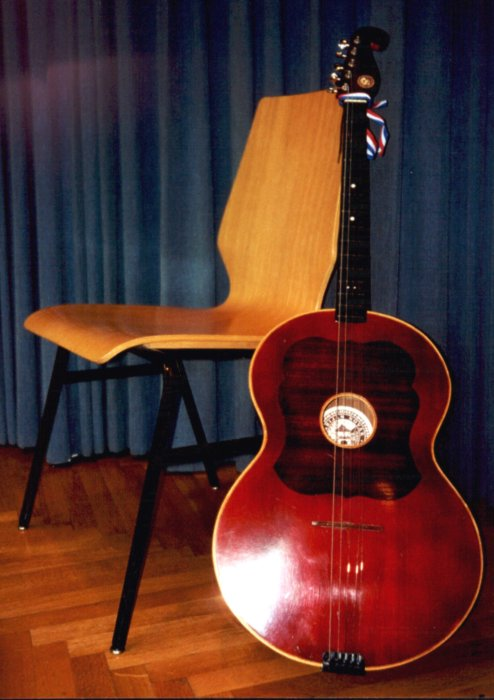
Bugarija, Größenvergleich

Die Bugarija [ˈbuɡariːa], auch Kontra, ist eine gezupfte Kastenhalslaute und Bestandteil der südslawischen Volksinstrumentgruppe Tamburica. In Form und Funktion gleicht die Bugarija stark der Gitarre, doch hat sie im Gegensatz zur Gitarre nur drei (im dreistimmigen System) oder vier Saiten (auf "Srijemer" Art). Die Bugarija ist ein typisches Begleit- und Rhythmusinstrument, das im Tamburica-Ensemble hauptsächlich der Berda entgegengesetzt, also „kontra“, einsetzt, woher auch die zweite Bezeichnung für die Bugarija stammt. Es ist auch das einzige Instrument im Tamburica-Ensemble, das Akkorde greift. Der Klang ist im Unterschied zur Gitarre etwas höher und härter. Heutzutage gibt es nur noch sehr wenige Bugarija-Spieler.

## Aufbau

### Maße
Die Gesamtlänge beträgt 1020–1040 mm. Die Länge des Resonanzkörpers beträgt 466–490 mm. An der breitesten Stelle ist der Resonanzkörper 350–384 mm breit und insgesamt 83–86 mm hoch.

### Grundform
Die Bugarija besteht aus drei Teilen: dem Korpus, dem Hals und dem Kopf.
- Der Korpus, auch Resonanzkörper genannt, ist der hohle Teil der Bugarija, der zur Resonanz dient und somit auch zur Verstärkung des sonst zu schwachen Klanges der vibrierenden Saite. Von der Form her gleicht der Korpus der Bugarija der Gitarre. Das Holz für den Korpus ist nicht aus einem Stück, sondern zusammengesetzt und geleimt. Gründe dafür sind im Allgemeinen die bessere Lautstärke und die zahlreichen Möglichkeiten mit der Wahl des Holzes die Klangfarbe zu beeinflussen.

- Der Hals ist ein schmaler und langer Teil, der den Korpus mit dem Kopf verbindet. Auf der ebenen Vorderseite befinden sich die Bünde, kleine Metallstäbchen, die die Tonhöhe verändern wenn man die Saiten beim Anschlagen auf sie drückt.

- Der Kopf hatte einst eine spitze Form, die noch bei einigen Bisernicas gefunden werden kann, doch der abgerundete schneckenförmige Kopf hat sich im Allgemeinen durchgesetzt. Am Kopf befinden sich die Wirbel. Abhängig von Modell, können diese direkt in das Holz des Kopfes gesteckt, oder an einem Stimmmechanismus aus Metall befestigt sein.

### Material
Die Bugarija ist oft aus Ahorn, Esche oder Weide hergestellt. Die Oberseite des Resonanzkörpers auf der sich das Resonanzloch befindet ist eine dünne Holzplatte aus Fichten- oder Tannenholz. Die dünne Holzschicht um das Resonanzloch herum, welche den Korpus von Kratzspuren schützt, ist aus Nussbaum oder Ebenholz.

## Stimmung
Die Bugarija gibt es in drei Stimmlagen: I., II. und III. Bugarija. Abhängig vom Stimmsystem, welches das Tamburica-Ensemble nutzt, wird jede dieser drei genannten anders gestimmt. Gewöhnlicherweise benutzt man entweder nur die II. Bugarija (bei dreistimmigen Tambura-Instrumenten) oder nur die III. Bugarija (wenn nach der "Srijemer" Art gestimmt wird). Die I. Bugarija wird immer weniger verwendet.

### Dreistimmiges System
Im dreistimmigen System werden die dreisaitigen Bugarijas folgendermaßen gestimmt:
- Die Bugarija I. auf die Töne H, D und G
- Die Bugarija II. auf die Töne G, H und D
- Die Bugarija III. auf die Töne FIS, A und D

### "Srijemer" Art
Auf "Srijemer" Art werden die viersaitigen Bugarijas folgendermaßen gestimmt:
- Die Bugarija I. auf die Töne G, H, D und G
- Die Bugarija II. auf die Töne D, G, H und D
- Die Bugarija III. auf die Töne D, FIS, A und D, bzw. im E-System E, GIS, H, E[1]

Manche Bugarijas haben auch eine doppelte erste Saite (die dünnste), da manche Musiker behaupten, so würden die höheren Töne besser klingen.

## Spieltechnik
Die Bugarija kann auf zwei Arten gespielt werden. Unterschieden wird nur die Anschlagsart der rechten Hand. Mit den Fingern der linken Hand greift man in beiden Fällen bestimmte Saitenkombinationen am Griffbrett, um mit einem Schlag der rechten Hand über alle Saiten verschiedene Dreiklänge, bzw. Akkorde (die häufigsten wären Dur-, Moll- und Septakkorde) zu erhalten:

### Schlagen
Alle Saiten werden auf einmal mit dem Plektrum oder mit dem Daumen von oben nach unten angeschlagen und zwar ausschließlich aus dem Handgelenk (und nicht aus dem Ellbogen wie die Gitarre), um den von der linken Hand gegriffenen Akkord zum ertönen zu bringen. So werden überwiegend kurze Noten (Achtelnoten, Sechzehntelnoten usw.) gespielt, aber auch die, die als Staccato gekennzeichnet sind. Das Plektrum wird standardmäßig verwendet, mit dem Daumen schlägt man aber in der Regel dann an, wenn man einen etwas leiseren, sanfter und wärmer klingenden Klang bekommen will.

### Tremolo
Eine Wechselschlagtechnik, bei der die Saiten mit dem Plektrum sehr schnell hintereinander wiederholt angeschlagen werden, um den Eindruck eines durchgehenden Tones zu vermitteln. Je schneller und dichter das Tremolo gespielt wird, desto eher wird dieser Effekt erzielt. So werden in der Regel längere Noten (Viertelnoten, Halbe Noten, und Ganze Noten) gespielt, aber auch solche, die als Legato gekennzeichnet sind. Auch bei dieser Spieltechnik wird nur die Faust der rechten Hand bewegt, und nicht der ganze Unterarm.

## Notation
Es gibt keine strikt vorgegebene Art und Weise wie Kompositionen und Partituren für die Bugarija notiert werden.
Der zu spielende Akkord kann nämlich im einfachsten und primitivsten Fall nur mit einer einzelnen Note gekennzeichnet werden, wobei über jeder Note ein bestimmtes Symbol steht, welches die jeweilige Note um die fehlende Akkordinformation ergänzt: Beispielsweise, wenn die jeweilige Note den Ton A darstellt und über ihr ein kleines Kreuzchen (+) notiert ist, dann ist hier ein A-Moll Akkord zu spielen. Ein kleiner Kreis (°) bedeutet A-Dur, eine kleine 7 bedeutet, dass der A-Dur-Septakkord gespielt werden muss (Im Falle eines Moll-Septakkordes steht vor der 7 ein kleines Kreuzchen, also + 7). Nach demselben Prinzip wird der Dur-Sextakkord mit einer 6 (der Moll-Sextakkord mit + 6) und ein verminderter Akkord mit dim (von diminished) notiert. Die wichtigsten wären hiermit genannt.

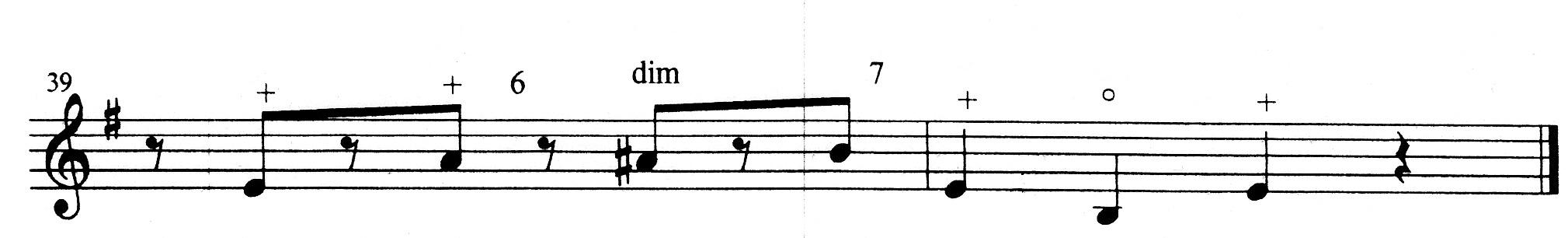
Typische Notationsweise für die Bugarija

In amtlichen Tamburica-Orchesterpartituren sind alle Akkorde aber klassisch von vier Noten gekennzeichnet mit den dazugehörenden Vorzeichen: jede Note steht hier für eine der 4 Saiten auf der Bugarija.

## Funktion im Tamburica-Ensemble
Die Bugarija gehört zur Rhythmussektion eines Tamburica-Ensembles. Im Zusammenspiel mit der Berda verleiht die Bugarija der jeweiligen Komposition Rhythmus und Harmonie: Die Berda erklingt auf der ersten und dritten Zählzeit im Takt und die Bugarija auf der zweiten und vierten (also auf den unbetonten Zählzeiten). So erhält man die rhythmische Grundlage auf der sich die gesamte Melodie, die von den anderen (melodischen) Tamburica-Instrumenten getragen wird, aufbaut. In sehr seltenen Fällen spielt die Bugarija auch melodische Linien. Oft aber sind das die Melodien des Brač III.

## Hersteller
Auf Ex-jugoslawischem Gebiet wurden die qualitativ besten E-Bugarijas (standardmäßig im E-System gestimmte Bugarijas) in der Vojvodina von folgenden Tamburica-Bauern hergestellt: Meister Bocan, Kudlik, Torma und Vidaković, und in Kroatien von Meister Rorbacher und Bošnjaković.
Die aktuell besten Tamburica-Bauer in Kroatien sind Meister Stevan Tatić aus Osijek, Meister Đuro Zarić aus Vinkovci, Meister Drago Knobloch aus Orahovica und zu guter Letzt Meister Rajković aus Srijemska Mitrovica.
Die besten D-Bugarijas werden von Meister Žmegač in Varaždin, Meister Gilga in Sisak und Meister Katulić aus Buševac bei Velika Gorica.